# Знаме на Аляска
Знамето на щата Аляска е одобрено през 1959 г. Създадено е от 13-годишния ученик Бени Бенсън, който побеждава в конкурс измежду 142 участници. Синият цвят символизира небето и незабравката, цветето-символ на щата. Полярната звезда символизира бъдещето на щата, най-северния в САЩ. Съзвездието Голяма мечка символизира мощ.